# Sale (Greater Manchester)
Sale is een plaats in het district Trafford, in het Engelse graafschap Greater Manchester. De plaats telt 52.294 inwoners.

## Geboren
- Robert Bolt (1924-1995), toneelschrijver en scenarist
- David Gray (1968), zanger
- Karl Pilkington (1972), mediapersoonlijkheid
- Phil Jagielka (1982), voetballer
- Ben Mee (1989), voetballer

## Overleden
- Gertrude Lilian Entwisle (1892-1961)